# Josefa Susarte Párraga
Josefa Susarte Párraga, conocida deportivamente como Pepa (Mula, 21 de marzo de 1997) es una jugadora española de fútbol sala. Juega de ala-pívot y su equipo actual es el LBTL Alcantarilla de la Primera División de fútbol sala femenino de España.

## Trayectoria
Empezó a jugar en el equipo de su localidad en Mula, y a mitad de la temporada 2011-12 fichó por el Roldán FSF, que entonces militaba en la segunda división. En esa misma temporada asciende con su equipo a primera división, donde permanece otras dos temporadas hasta que en la 2014-15 ficha por la UCAM de Murcia, donde jugó 2 años en segunda división, antes de conseguir el ascenso a primera división y permanecer otras cuatro temporadas en la primera división. En la temporada 2020-21 fichó por el AD Alcorcón FSF.

## Selección nacional
Debutó con la selección española de fútbol sala el 13 de octubre de 2020 en un partido amistoso disputado en la localidad de Oeiras contra Portugal.

## Estadísticas

### Clubes
Actualizado al último partido jugado el 29 de mayo de 2023.
| Club | Div.          | Temporada     | Liga  | Liga  | Liga       | Liga      | Copas nacionales(1) | Copas nacionales(1) | Copas nacionales(1) | Copas nacionales(1) | Torneos internacionales(2) | Torneos internacionales(2) | Torneos internacionales(2) | Torneos internacionales(2) | Total(3) | Total(3) | Total(3)   | Total(3)  |
| Club | Div.          | Temporada     | Part. | Goles | Amonestado | Expulsado | Part.               | Goles               | Amonestado          | Expulsado           | Part.                      | Goles                      | Amonestado                 | Expulsado                  | Part.    | Goles    | Amonestado | Expulsado |
| --- | ------------- | ------------- | ----- | ----- | ---------- | --------- | ------------------- | ------------------- | ------------------- | ------------------- | -------------------------- | -------------------------- | -------------------------- | -------------------------- | -------- | -------- | ---------- | --------- |
| PDM Mula · España |               |               |       |       |            |           |                     |                     |                     |                     |                            |                            |                            |                            |          |          |            |           |
| Auton. |               |               |       |       |            |           |                     |                     |                     |                     |                            |                            |                            |                            |          |          |            |           |
| |               | -             | -     | -     | -          | -         | -                   | -                   | -                   | -                   | -                          | -                          |                            | -                          | -        | -        |            |           |
| Total club | Total club    | -             | -     | -     | -          | -         | -                   | -                   | -                   | -                   | -                          | -                          | -                          | -                          | -        | -        | -          |           |
| Roldán FSF · España | 2.ª           |               |       |       |            |           |                     |                     |                     |                     |                            |                            |                            |                            |          |          |            |           |
| Roldán FSF · España | 2.ª           | 2011-12       |       | -     | -          | -         | -                   | -                   | -                   | -                   | -                          | -                          | -                          | -                          |          | -        | -          | -         |
| Roldán FSF · España | 1.ª           |               |       |       |            |           |                     |                     |                     |                     |                            |                            |                            |                            |          |          |            |           |
| Roldán FSF · España | 2012-13       | 21            | 8     | 4     | 0          | -         | -                   | -                   | -                   | -                   | -                          | -                          | -                          | 21                         | 8        | 4        | 0          |           |
| Roldán FSF · España | 2013-14       | 23            | 7     | 2     | 0          | -         | -                   | -                   | -                   | -                   | -                          | -                          | -                          | 23                         | 7        | 2        | 0          |           |
| Roldán FSF · España | Total club    | Total club    | 44    | 15    | 6          | 0         | -                   | -                   | -                   | -                   | -                          | -                          | -                          | -                          | 44       | 15       | 6          | 0         |
| UCAM Murcia · España |               |               |       |       |            |           |                     |                     |                     |                     |                            |                            |                            |                            |          |          |            |           |
| 2.ª |               |               |       |       |            |           |                     |                     |                     |                     |                            |                            |                            |                            |          |          |            |           |
| 2014-15 |               | -             | -     | -     | -          | -         | -                   | -                   | -                   | -                   | -                          | -                          |                            | -                          | -        | -        |            |           |
| 2015-16 |               | -             | -     | -     | -          | -         | -                   | -                   | -                   | -                   | -                          | -                          |                            | -                          | -        | -        |            |           |
| 1.ª |               |               |       |       |            |           |                     |                     |                     |                     |                            |                            |                            |                            |          |          |            |           |
| 2016-17 | 17            | 12            | 0     | 0     | -          | -         | -                   | -                   | -                   | -                   | -                          | -                          | 17                         | 12                         | 0        | 0        |            |           |
| 2017-18 | 0             | 0             | 0     | 0     | -          | -         | -                   | -                   | -                   | -                   | -                          | -                          | 0                          | 0                          | 0        | 0        |            |           |
| 2018-19 | 24            | 15            | 5     | 0     | -          | -         | -                   | -                   | -                   | -                   | -                          | -                          | 24                         | 15                         | 5        | 0        |            |           |
| 2019-20 | 23            | 23            | 4     | 0     | 2          | 1         | 0                   | 0                   | -                   | -                   | -                          | -                          | 25                         | 24                         | 4        | 0        |            |           |
| Total club | Total club    | 64            | 50    | 9     | 0          | 2         | 1                   | 0                   | 0                   | -                   | -                          | -                          | -                          | 66                         | 51       | 9        | 0          |           |
| AD Alcorcón FSF · España |               |               |       |       |            |           |                     |                     |                     |                     |                            |                            |                            |                            |          |          |            |           |
| 1.ª |               |               |       |       |            |           |                     |                     |                     |                     |                            |                            |                            |                            |          |          |            |           |
| 2020-21 | 25            | 11            | 2     | 0     | 3          | 2         | 2                   | 0                   | -                   | -                   | -                          | -                          | 28                         | 13                         | 4        | 0        |            |           |
| 2020-21 | 0             | 0             | 0     | 0     | 0          | 0         | 0                   | 0                   | -                   | -                   | -                          | -                          | 0                          | 0                          | 0        | 0        |            |           |
| 2022-23 | 17            | 4             | 2     | 0     | 2          | 0         | 0                   | 0                   | -                   | -                   | -                          | -                          | 19                         | 4                          | 2        | 0        |            |           |
| Total club | Total club    | 42            | 15    | 4     | 0          | 5         | 2                   | 2                   | 0                   | -                   | -                          | -                          | -                          | 47                         | 17       | 6        | 0          |           |
| Total carrera | Total carrera | Total carrera | 150   | 80    | 19         | 0         | 7                   | 3                   | 2                   | 0                   | -                          | -                          | -                          | -                          | 157      | 83       | 21         | 0         |
| (1) Incluye datos de Copa de España / Supercopa de España. (2) Incluye datos de Campeonato de Europa de Clubes y Copa Intercontinental. (3) No incluye datos de partidos amistosos. |               |               |       |       |            |           |                     |                     |                     |                     |                            |                            |                            |                            |          |          |            |           |